# 花桥镇 (忠县)
花桥镇，是中华人民共和国重庆市忠县下辖的一个乡镇级行政单位。

## 行政区划
花桥镇下辖以下地区：
花桥社区、大柏村、宝胜村、龙坪村、东岩村、石鼓村、天井村、师联村和显周村。

## 中国传统村落
2012年，东岩古村被评为首批“中国传统村落”。